# RagWing RW11 Rag-A-Bond
Le RagWing RW11 Rag-A-Bond est un avion léger monoplan biplace en kit, à aile haute renforcée et train d'atterrissage conventionnel, conçu par Roger Mann et vendu sous forme de plans par la société américaine RagWing Aircraft Designs (en) pour la construction amateur,,,.
Le RW11 est en fait une réplique du Piper PA-15 Vagabond,,.

## Conception et développement
Le RW11 fut conçu pour rentrer dans la catégorie des avions de construction amateur, ou en tant qu'avion d'entraînement biplace ultraléger appartenant à la catégorie dite « FAR 103 Ultralight Vehicles (en) ». Il effectua son premier vol en 1996,,.
La cellule est entièrement construite en bois et recouverte de tissu aéronautique. Le train d'atterrissage est de type conventionnel — à roulette de queue —, avec une suspension par sandows. La cabine mesure 107 cm de large et l'avion peut recevoir en option des extrémités d'ailes abaissées de style « ADAC ». La puissance admissible par la cellule de l'avion s'étend de 52 à 100 ch (39 à 75 kW) et le moteur standard est le deux temps Rotax 503 (en) de 52 ch (39 kW), même si le 2si 690 (en) de 70 ch (52 kW) et le Subaru EA-81 de 73 ch (54 kW) ont également été utilisés,,.
Le RW11 est uniquement proposé à la vente sous forme de plans, et son concepteur estime qu'il faut environ 500 heures de main d'œuvre pour le construire,,,.

## Spécifications techniques (RW11)
Données de Litplanes : 1999 Plans Aircraft Directory, AeroCrafter - Homebuilt Aircraft Sourcebook, RW11 RagWing Rag-A-Bond.
Caractéristiques générales
- Équipage : 1 pilote
- Capacité : 1 passager
- Longueur : 5,49 m
- Envergure : 8,53 m
- Hauteur : 1,98 m
- Surface alaire : 11,50 m2
- Masse à vide : 191 kg
- Masse typique : 386 kg
- Moteur : 1   moteur à pistons à moteur à deux temps bi-cylindre refroidis par eau Rotax 503 (en) de 52 ch (39 kW)
- Hélice : Bipale à pas fixe en bois
- Carburant : 38 litres

 Performances 
- Vitesse à ne jamais dépasser : 185 km/h
- Vitesse de croisière : 126 km/h
- Vitesse de décrochage : 61 km/h
- Distance franchissable : 451 km
- Plafond : 2 900 m
- Vitesse ascensionnelle : 160,2 m/min
- Charge alaire : 16,61 kg/m2
- Rapport poids-puissance : 3,67 kg/ch